# Liste der Landschaftsschutzgebiete im Landkreis Heidenheim
Im Landkreis Heidenheim gibt es 75 Landschaftsschutzgebiete. Nach der Schutzgebietsstatistik der Landesanstalt für Umwelt, Messungen und Naturschutz Baden-Württemberg (LUBW) stehen 7.756,38 Hektar der Landkreisfläche unter Landschaftsschutz, das sind 12,37 Prozent.